# Deschampsia cordillerarum
Deschampsia cordillerarum là một loài thực vật có hoa trong họ Hòa thảo. Loài này được Hauman mô tả khoa học đầu tiên năm 1918.